# Constantin Wilhelm Lambert Gloger
Constantin Wilhelm Lambert Gloger (Kasischka, Grottkau (Slesia), 17 settembre 1803 – Berlino, 30 dicembre 1863) è stato uno zoologo e ornitologo tedesco.

## Biografia
Dal 1824, studiò Scienze Naturali a Berlino e Breslavia; nel 1830 si laureò. Mentre ancora studiava (1825-1826), iniziò a effettuare ricerche sugli uccelli dei Monti dei Giganti (Riesengebirge). 
Nel 1830 divenne professore a Breslavia e membro dell'Accademia Cesarea Leopoldina, fondata nel 1652 e dal 1878 con sede a Halle. 
Nel 1843 trasferì la sua residenza da Breslavia a Berlino, dove lavorò per il Museum für Naturkunde e fu membro del comitato editoriale del Journals für Ornithologie.

## Attività
Gloger divenne conosciuto in tutto il mondo per la sua regola pubblicata nel 1833 con l'articolo "Das Abändern der Vögel durch Einfluss des Klimas" ("La variazione degli uccelli attraverso l'influenza del clima").
Inoltre, costruì le prime "scatole benessere" per i pipistrelli ed elaborò le differenze strutturali tra le rondini e i rondoni.

## Opere
- Zur Naturgeschichte des weißbindigen Kreuzschnabels loxia taenioptera (1829)
- Schlesiens Wirbelthier-Fauna (1833)
- Das Abändern der Vögel durch Einfluss des Klimas (1833)
- Vollständiges Handbuch der Naturgeschichte der Vögel Europas (dal 1834)
- Gemeinnütziges Hand-und Hilfsbuch der Naturgeschichte (1841)